# Перетти, Энрико
Энрико Перетти (итал. Enrico Peretti, род. 4 сентября 1961 года, в г.Турине, провинция Турин, Италия) — итальянский шорт-трекист и конькобежец, участвовал на Олимпийских играх 1988 года. Чемпион мира 1988 года в шорт-треке.

## Спортивная карьера
Энрико Перетти был старшим братом Роберто Перетти и Марции Перетти, которых с детства тренировал их отец Виктор. Все они начинали как конькобежцы на длинных дорожках. В январе 1978 года он выступал на международном турнире Campiglio Cup по конькобежному спорту среди молодёжи в спринте и занял общее 8-е место. В 1979  участвовал на юниорском чемпионате мира в классическом многоборье и занял только 40-е место по сумме всех дистанции. На национальном чемпионате среди юниоров 1979 и 1980 годов стал третьим в многоборье.
В 1980 году Энрико сначала занял 4-е место на чемпионате Италии по спринту, а потом принял участие на чемпионате мира по шорт-треку в Милане, но на всех трёх дистанциях не прошёл предварительные раунды. В следующем году в Медоне занял в многоборье 27-е место. С 1981 по 1990 года он выступал на национальных чемпионатах в спринте и классическом многоборье, но выше 4-го места не поднимался. На соревнованиях по шорт-треку Энрико с 1982 по 1983 года состязался на кубке Европы и оба раза занял 16-е места в общем зачёте. 
В 1987 году на чемпионате мира в Монреале выиграл серебряную медаль в эстафете. Но уже в 1988 году, незадолго до Олимпиады эстафетная команда Италии в составе Энрико Перетти, Орацио Фагоне, Микеле Рубино, Роберто Перетти и Хуго Херрнхофа завоевала золото мирового чемпионата в Сент-Луисе.  На Олимпиаду в Калгари, где шорт-трек был демонстрационным видом спорта команда приехала в числе фаворитов в эстафете. Энрико Перетти показал на 1500 метров 17 место, что оказалось лучшим среди трёх оставшихся дистанции. В эстафете борьба развернулась между чемпионами Европы голландцами и итальянцами. Победу одержали голландцы, а итальянцы стали вторыми. В 1989 году он ещё принял участие на Кубке Европы, где стал 10-м в многоборье, и завершил карьеру.
В 2017 и 2020 году Энрико выступал на зимних Всемирных играх мастеров, где в 2020 году занял общее 6-е место.